# Juan David Sierra
Juan David Sierra (* 25. Januar 2005) ist ein italienischer Radrennfahrer, der auf der Straße und der Bahn aktiv ist.

## Sportliche Laufbahn
Erste Erfolge als Radrennfahrer erzielte Sierra auf der Bahn. 2023 wurde er im Juli zunächst dreifacher Europameister bei den Junioren-Europameisterschaften im portugiesischen Sangalhos. Neben den Titeln im Punktefahren und Madison gehörte er zum italienischen Team, das in der Mannschaftsverfolgung einen neuen Junioren-Weltrekord aufstellte. Einen Monat später wurde das Team in derselben Besetzung in Cali Junioren-Weltmeister. Dazu gewann er die Silbermedaille im Punktefahren und die Bronzemedaille im Madison. Auch bei den Straßenradsport-Weltmeisterschaften 2023 und -Europameisterschaften gehörte er zu den besten Fahrern, wenngleich er als Vierter bzw. Sechster die Medaillenränge knapp verfehlte.
Mit dem Wechsel in die U23 wurde Sierra 2024 Mitglied im Tudor Pro Cycling Team U23. Seinen ersten Sieg bei einem internationalen Rennen auf der Straße erzielte er bei der Tour de la Mirabelle 2024, bei der er die letzte Etappe für sich entschied.

## Erfolge

### Bahn
2023
- Junioren-Weltmeister –  Mannschaftsverfolgung (mit Renato Favero, Matteo Fiorin und Luca Giaimi)
- Junioren-Weltmeisterschaften – Punktefahren
- Junioren-Weltmeisterschaften – Madison (mit Matteo Fiorin)
- Junioren-Europameister – Punktefahren, Madison (mit Matteo Fiorin), Mannschaftsverfolgung (mit Renato Favero, Matteo Fiorin und Luca Giaimi)

2025
- U23-Europameister – Punktefahren

### Straße
2024
- eine Etappe Tour de la Mirabelle

2025
- Paris–Troyes